# Gaspare Gabellone
Gaspare Gabellone, také Caballone, Cabelone, Gabbelone a Gabaldone (12. dubna 1727 Neapol – 22. března 1796 tamtéž) byl italský skladatel, syn skladatele Michela Caballoneho.

## Život
Základní hudební vzdělání získal u svého otce Michela Caballoneho. Od roku 1738 studoval zpěv, kontrapunkt a skladbu na neapolské konzervatoři Santa Maria di Loreto pod vedením Francesca Durante. Po absolvování školy v roce 1748 patrně nějakou dobu na konzervatoři vyučoval zpěv a skladbu.
Svou profesní kariéru začal jako skladatel komických oper. Debutoval v roce 1757 v Teatro Nuovo operou La sposa bizzarra. Společně s Giacomo Insanguinem zkomponoval ještě komickou operu La giocatrice bizzarra, která byla uvedena rovněž v Teatro Nuovo.
Od roku 1780 se věnoval výhradně kompozici duchovní hudby. V této oblasti si získal velké uznání u obecenstva i u kolegů skladatelů. Jeho Messa da requiem uváděl Giovanni Paisiello jako modelový příklad smuteční mše.
Zemřel v Neapoli 22. března 1796 ve věku 68 let. Jeho díla jsou uložena v Neapoli v knihovnách Biblioteca del Conservatorio S. Pietro a Majella a Biblioteca oratoriana dei filippini a v Miláně v knihovně Biblioteca del Conservatorio Giuseppe Verdi.

## Dílo

### Opery
- La sposa bizzarra (opera buffa, libreto di P. Squalletti, podzim 1757, Teatro Nuovo, Neapol)
- La giocatrice bizzarra (opera buffa, libreto Antonio Palomba, jaro 1764, Teatro Nuovo, Neapol; spolupráce Giacomo Insanguine)

### Chrámová hudba
- Giacobbe in Egitto (oratorium, 1780, Cava)
- Gesù Crocifisso (oratorium, libreto di G. Gigli, 1781, Neapol)
- Gesù deposto dalla Croce (oratorium, 1786, Řím a Bologna, S. Maria della Morte, 1787)
- Antioco (oratorium, 1787, Faenza)
- La deposizione della Croce e sepoltura del Redentore (oratorium, 1787, Bologna)
- Gesù deposto dalla Croce e poi sepolto (oratorium, 1797, Neapol)
- 2 Christus e Miserere
- 4 Tantum ergo
- Passione per il Venerdì Santo (1756)
- Passione per il Venerdì Santo (datum neznámé)
- Inno per il glorioso Patriarca San Giuseppe
- Passione per la Domenica delle Palme e il Venerdì Santo
- Messa di Requiem (ztraceno)
- Messa in la maggiore

### Instrumentální hudba
- 12 fug (1785)
- 2 fugy nedatované
- Sinfonia
- Ouverture
- Koncert pro mandolínu a orchestr F-dur

### Jiné skladby
- Qui del Sebeto in riva (kantáta pro soprán k narozeninám královny Marie Karolíny Habsbursko-Lotrinské, 1769)
- Různé drobné árie a kantáty (Se il tenero mio core, Temea Licida amante, Aria di soprano con oboe e voce obbligata)